# Waltari Bergmann
Waltari Bergmann (* 9. Juni 1918 in Lichterfelde bei Berlin; † 9. Oktober 2000 in Ziegenhain) war ein deutscher Lehrer und Heimatforscher.

## Leben
Waltari Bergmann wurde 1918 in Lichterfelde, damals ein Vorort Berlins, heute Teil des Berliner Bezirks Steglitz-Zehlendorf, geboren. Er besuchte in Bitterfeld das Gymnasium und absolvierte seine Lehrerausbildung an der Hochschule für Lehrerbildung in Cottbus. Er war Lehrer in Langenthal, Veithsteinbach und Eichenried. Im Zweiten Weltkrieg war er Soldat sowohl an der West- wie an der Ostfront. Nach der Entlassung aus der Kriegsgefangenschaft übernahm er 1946 die Leitung der Elementarschule in Langenstein (bei Marburg). Hier lernte er seine Frau Katharina kennen, mit der er zwei Kinder hatte. Im Jahr 1950 wurde er Leiter der Volksschule in Vockerode-Dinkelberg, ab 1961 wirkte er dort als Hauptschullehrer. In den Jahren 1965 bis 1981 war er Rektor der Georg-August-Zinn-Mittelpunktschule in Altmorschen. Im Jahre 1991 ging er in den Ruhestand. Waltari Bergmann verstarb im Jahre 2000 in Ziegenhain.

## Wirken
Waltari Bergmann wurde als Heimatforscher und Schriftsteller überregional bekannt. Er verfasste mehr als 20 umfangreiche Bücher. Neben seiner pädagogischen Tätigkeit war er als Förderer des Chorgesangs in der gesamten Region bekannt.
Über 32 Jahre war er Vorsitzender des Sängerkreises Heiligenberg. Er war 24 Jahre lang Präsident des Mitteldeutschen Sängerbundes (MSB) mit damals 52.000 Sängern und mehr als 800 Chören in 777 Vereinen. In diesem Zusammenhang hatte er 2020 präsidiale Auftritte. Nahezu 25 Jahre lang war er Naturschutzbeauftragter des ehemaligen Kreises Melsungen und Vorsitzender der Gewerkschaft Erziehung und Wissenschaft. Waltari Bergmann gehörte zu den Gründern der Initiative  zur Erhaltung des Klosters Haydau in Morschen.

## Ehrungen
Zum 100. Geburtstag Bergmanns wurde im Zentrum der Altstadt von Morschen der Waltari-Bergmann-Platz eingeweiht. In Heinebach (einem Ortsteil von Alheim) wurde bereits 1995 eine Straße nach ihm benannt.
1981 wurde Waltari Bergmann erster Ehrenbürger der Gemeinde Morschen. In den 1970er Jahren hatten ihn die Gemeinden Adelshausen und Bergheim bereits damit geehrt. Bergmann erhielt neben zahlreichen Ehrungen regionaler Vereine u. a. den Ehrenbrief des Landes Hessen, das Bundesverdienstkreuz am Bande, 1989 das Bundesverdienstkreuz 1. Klasse, 1994 den Hessischen Verdienstorden und die Louis-Spohr-Plakette des Deutschen Sängerbundes.

## Publikationen (Auswahl)
- Tausendjähriges Morschen: Geschichte und Geschichten der Gemeinde Morschen und ihrer 7 Ortsteile, Gemeinde Morschen, 1985.
- Neumorschen 1259-1959; eine Heimatgeschichte der Gemeinde Neumorschen und des Morschen-Haydauer Raumes als alten Gerichtes auf der Fulda, Gemeinde Neumorschen, Neumorschen, 1959.
- Bergheim 1061—1961; Heimatgeschichte des niederhessischen Dorfs Bergheim bei Spangenberg. Hrsg. Gemeinde Bergheim, 1961.
- Heinebach 1061—1961; die Heimatgeschichte einer niederhessischen Gemeinde im Fuldatal. Gemeinde Heinebach, 1961.